# Mats Olausson (Fußballspieler)
Mats Sten Erik Olausson (* 7. August 1960 in Malmberget) ist ein ehemaliger schwedischer Fußballspieler. Mit AIK gewann der Abwehrspieler im Sommer 1985 den schwedischen Landespokal.

## Werdegang
Olausson begann mit dem Fußballspielen beim Malmbergets AIF, bei dem er auch als Handballspieler aktiv war. Hatte er den Klub im Handball als Jugendlicher in der höchsten Spielklasse vertreten, entschied er sich dennoch für eine Karriere als Fußballspieler. Zu diesem Zweck schloss er sich 1978 dem Drittligisten Brynäs IF an. Als dieser sich im folgenden Jahr mit Gefle IF zu einer unter dem Namen Gefle/Brynäs antretenden Spielgemeinschaft zusammenschloss, gehörte er zu den übernommenen Spielern. Ohne Niederlage gewann die Mannschaft 1979 die Meisterschaft in der Division 3 Södra Norrland. Später wurde der Name auf Gefle IF reduziert, unter dem sich der Klub im vorderen Bereich der zweiten Liga etablierte. 1982 erreichte er mit der Mannschaft die Relegationsspiele zur Allsvenskan, in denen sie mit zwei Siegen über Kalmar FF nach fast fünfzig Jahren Unterbrechung die Rückkehr in die Erstklassigkeit gelang. Hier spielte er mit dem Klub gegen den Wiederabstieg. Am Ende der Spielzeit 1984 belegte er den letzten Tabellenplatz.
Nach 44 Erstligaspielen verließ Olausson Gefle IF und blieb in der schwedischen Eliteserie. Er schloss sich dem Ligarivalen AIK an, bei dem er auf Anhieb an der Seite von Sven Dahlkvist, Göran Göransson und Mats Rohdin in der Startformation stand. Im Juni des Jahres gehörte er auch zur Anfangself im Pokalendspiel gegen Östers IF, das nach Toren von Teitur Þórðarson und  Thomas Andersson, der für AIK in der Nachspielzeit ausglich, mit 1:1-Unentschieden ins Elfmeterschießen ging. Dort setzte sich sein Klub mit 4:3 durch und holte zum vierten Mal in der Vereinsgeschichte den Titel. Unter Trainer Rolf Zetterlund blieb der Klub in der Erfolgsspur und wurde Anfang des folgenden Jahres Hallenmeister. Am Ende der regulären Spielzeit 1986 Tabellendritter, erreichte die Mannschaft anschließend das Endspiel um die Meisterschaft. Gegen Malmö FF, der die reguläre Spielzeit dominiert hatte, erzielte er im Hinspiel den spielentscheidenden Treffer zum 1:0-Heimsieg per Strafstoß. Im Rückspiel wurde die Mannschaft um Bernt Ljung, Thomas Bergman, Lars Zetterlund und Björn Kindlund jedoch nahezu überrollt: Lasse Larsson hatte mit einem Doppelschlag seinen Klub nach einer halben Stunde mit 2:0 in Führung gebracht und in der zweiten Halbzeit das 3:0 erzielt, ehe Kim Bergstrand verkürzen konnte. Nach zwei Toren des Malmöers Mats Magnusson war das Spiel endgültig entschieden, Thomas Johanssons Treffer zum 2:5-Endstand war lediglich Ergebniskosmetik.
Unter dem neuen Trainer Nils Andersson wiederholte Olausson 1987 zunächst den Gewinn der Hallenmeisterschaft, in der anschließenden Spielzeit rutschte der Klub jedoch in den Kampf um den Klassenerhalt. Auch nach einem erneuten Trainerwechsel nach Saisonende war er unter Sanny Åslund Stammkraft des Klubs aus Solna. Auch unter dem neuen Betreuer sicherte sich der Verein erst am letzten Spieltag den Klassenerhalt. War er in der Spielzeit 1989 nicht mehr unumstritten, wechselte er nach Saisonende nach 85 Ligaspielen für den Klub zum Väsby IK. Hier spielte er zwei Jahre in der zweiten Liga, ehe er 1992 aus beruflichen Gründen zum IFK Luleå weiterzog. In seinem ersten Jahr noch auf dem Sprung in die Allsvenskan, als er mit der Mannschaft die Aufstiegsrunde erreichte und erst nach einem 2:1-Heimsieg mit einer 2:4-Niederlage im Rückspiel an Västra Frölunda IF scheiterte, spielte er noch bis zu seinem Karriereende 1995 für den Klub in der zweithöchsten Spielklasse. Nach dem Ende der aktiven Laufbahn engagierte er sich im Jugendbereich von Notvikens IK, wo er 2000 nochmal kurzzeitig auf dem Platz stand.
Olausson studierte zwischen 1985 und 1990 in Stockholm Rechtswissenschaft, ehe er bis 1994 eine Ausbildung zum Polizeidirektor absolvierte. Hierzu wurde er 1992 nach Luleå versetzt, wo er 1994 den Posten eines Polizeidirektors übernahm. Ab 1998 war er für die Försäkringskassan tätig, ehe er 2000 zur Scania-Tochter Ferruform wechselte.